# Unguizetes incertus
Unguizetes incertus är en kvalsterart som först beskrevs av Balogh och Sandór Mahunka 1969.  Unguizetes incertus ingår i släktet Unguizetes och familjen Mochlozetidae. Inga underarter finns listade i Catalogue of Life.